# Cangallo
Cangallo è un comune del Perù, situato nella regione di Ayacucho e capoluogo della provincia di Cangallo.